# 費爾南多·岡薩雷斯
费尔南多·弗朗西斯科·冈萨雷茲·丘法尔迪（西班牙語：Fernando Francisco González Ciuffardi，1980年7月29日—），智利職業網球運動員，以強力正手拍出名，生涯最高單打排名為世界第5。於2012年3月22日，邁阿密大師賽首輪3盤不敵尼古拉·馬俞後，宣佈退休。
冈萨雷斯曾經在2004年奧運會上夥拍同鄉尼古拉斯·馬蘇於男雙中摘金，是智利在奧運會上的首枚金牌。單打方面，他在季軍戰中擊敗美國的泰勒·丹特，也為智利增添一枚銅牌。大滿貫戰績方面，他曾於2005年的法網在男雙項目中打進四強，但最高成就則是於2007年的澳洲網球公開賽打入決賽，創下個人職業生涯最佳的戰績。

## 大满贯

### 男單亞軍 (1)
| 年度 | 賽事       | 場地 | 決賽對手 | 對手國籍 | 勝方比分       |
| 2007 | 澳洲公開賽 | 硬地 | 费德勒   | 瑞士     | 7-62, 6-4, 6-4 |

## 奧運會

### 男單銀牌（1）
| 年度 | 賽事       | 場地 | 決賽對手 | 對手國籍 | 勝方比分       |
| 2008 | 北京奧運會 | 硬地 | 纳达尔   | 西班牙   | 7-62, 6-4, 6-4 |

### 男單銅牌（1）
| 年度 | 賽事       | 場地 | 決賽對手  | 對手國籍 | 勝方比分        |
| 2004 | 雅典奧運會 | 硬地 | 泰勒·丹特 | 美國     | 6-4, 2-6, 16-14 |

### 男雙金牌（1）
| 年度 | 賽事       | 場地 | 搭擋                | 決賽對手                        | 勝方比分                 |
| 2004 | 雅典奧運會 | 硬地 | 尼古拉斯·马苏(智利) | 基弗(德國) 和 萊納·舒特勒(德國) | 6-2, 4-6, 3-6, 7-67, 6-4 |

## 外部連結
- 官方網站（西班牙文）
- 費爾南多·岡薩雷斯（英文/西班牙文）的官方資料
- 費爾南多·岡薩雷斯的國際網球總會 職業／青少年 官方資料（英文）
- 費爾南多·岡薩雷斯的官方資料（英文）